# PL学園高校野球部いじめ死亡事件
PL学園高校野球部いじめ死亡事件（PLがくえんこうこうやきゅうぶいじめしぼうじけん）は、1986年（昭和61年）に発生したPL学園高等学校野球部でのいじめによって部員が死亡した事件。

## 概要

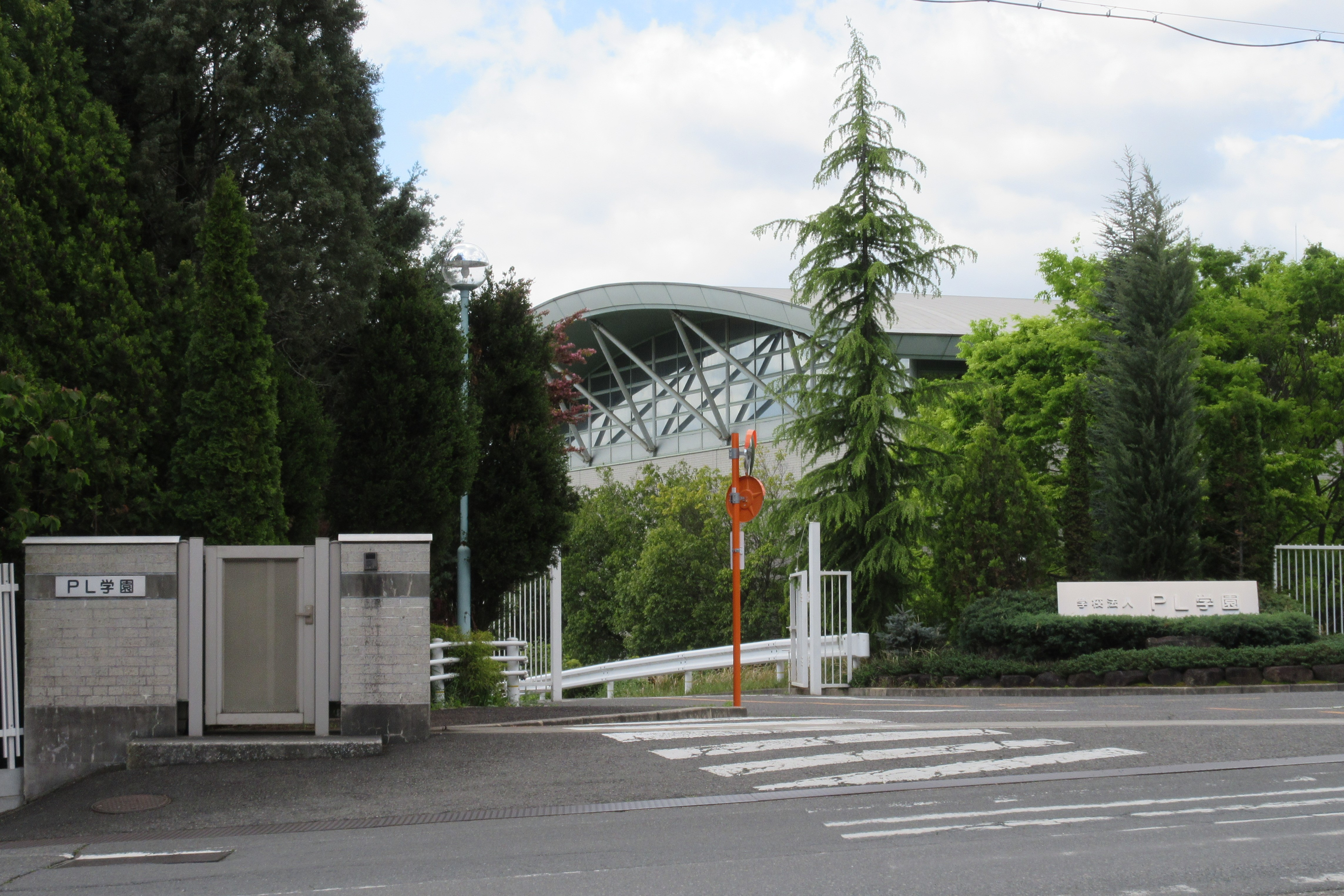
PL学園の校地は森や池などが存在する丘陵地帯（PL教団本部の敷地内）にある。

### 事件の経緯
1986年（昭和61年）6月に、3年生部員が2年生部員に対して、敷地内の池にスリッパを投げ込んでそれを取りに行くように命令する。その時に命じられた部員の1人はスリッパを取りに池に潜り込んだが上がってこなかった。それに慌てた3年生部員は、たまたま近くにいた桑田真澄の父親に助けを求め、それからレスキュー隊を呼び引き上げられたが死亡していた。
スリッパを取りに行かされた者は複数いた。その池は人工池で底に行くほど極端に冷たかったことから心臓麻痺を起こしてもおかしくない状況であった。上がってこなくなってから引き上げられるまで、1時間半～2時間程経過していたという。

### 事件後
翌年の選抜高等学校野球大会では、応援団は人文字で死亡した部員のイニシャルであるMをスタンドで披露しようとしたが、学校側と日本高等学校野球連盟から反対の声を受けて断念した。